# اوپاین (آلاباما)
اوپاین (به انگلیسی: Opine) یک منطقهٔ مسکونی در ایالات متحده آمریکا است که در آلاباما واقع شده‌است. اوپاین ۴۷٫۸۵ متر بالاتر از سطح دریا واقع شده‌است.